# Hogna ornata
Hogna ornata är en spindelart som först beskrevs av Perty 1833.  Hogna ornata ingår i släktet Hogna och familjen vargspindlar. Inga underarter finns listade i Catalogue of Life.